# Masseo z Marignano
Masseo z Marignano OFM (zm. 1280) − włoski franciszkanin, towarzysz św. Franciszka z Asyżu.

## Życiorys
Masseo pochodził z Marignano (obecnie Melegnano pod Mediolanem). Wraz z Leonem, Rufinem, Jałowcem, Illuminatem dell’Arce, Eliaszem Bombarone, Pacyfikiem i Janem Prostym, był tak zwanym uczniem drugiej godziny. Nie należał do pierwszych towarzyszy Franciszka z Asyżu, ale do zakonu wstąpił na samym początku jego istnienia i znał osobiście fundatora. Źródła franciszkańskie kilkanaście razy wspominają osobę Masseo. Masseo z Marignano został pochowany w dolnym kościele Bazyliki św. Franciszka w Asyżu. Od 1932 doczesne szczątki znajdują się w niewielkiej urnie w kaplicy Grobu św. Franciszka.
| Informacja                                                    | Źródło                                   |
| ------------------------------------------------------------- | ---------------------------------------- |
| wzór brata mniejszego                                         | List z Greccio                           |
| uczył anioła pukać do drzwi                                   | Kwiatki, rozdz. IV                       |
| sprawdzał pokorę Franciszka                                   | Kwiatki, rozdz. X                        |
| był z Franciszkiem w Sienie                                   | Kwiatki, rozdz. XI                       |
| był z polecenia Franciszka kwestarzem i furtianem             | Kwiatki, rozdz. XII                      |
| podróżował z Franciszkiem przez Rzym do Francji               | Kwiatki, rozdz. XIII                     |
| był posłańcem Franciszka do św. Klary i br. Sylwestra         | Kwiatki, rozdz. XVI                      |
| był świadkiem Franciszkowego kazania do ptaków                | Kwiatki, rozdz. XVI                      |
| pomógł br. Rufinowi uwierzyć we Franciszka                    | Kwiatki, rozdz. XXIX                     |
| w 1224 towarzyszył Franciszkowi na La Vernie                  | Kwiatki, Czwarte rozpatrywanie stygamtów |
| był typem kontemplatyka                                       | Kwiatki, rozdz. XIII                     |
| był świadkiem uzyskania Odpustu Porcjunkuli od Honoriusza III | Dyplom bpa Teobalda z 10 sierpnia 1310   |